# Estany Nere
L'Estany Nere és un llac que es troba en el terme municipal d'Espot, a la comarca del Pallars Sobirà, i dins del Parc Nacional d'Aigüestortes i Estany de Sant Maurici.	

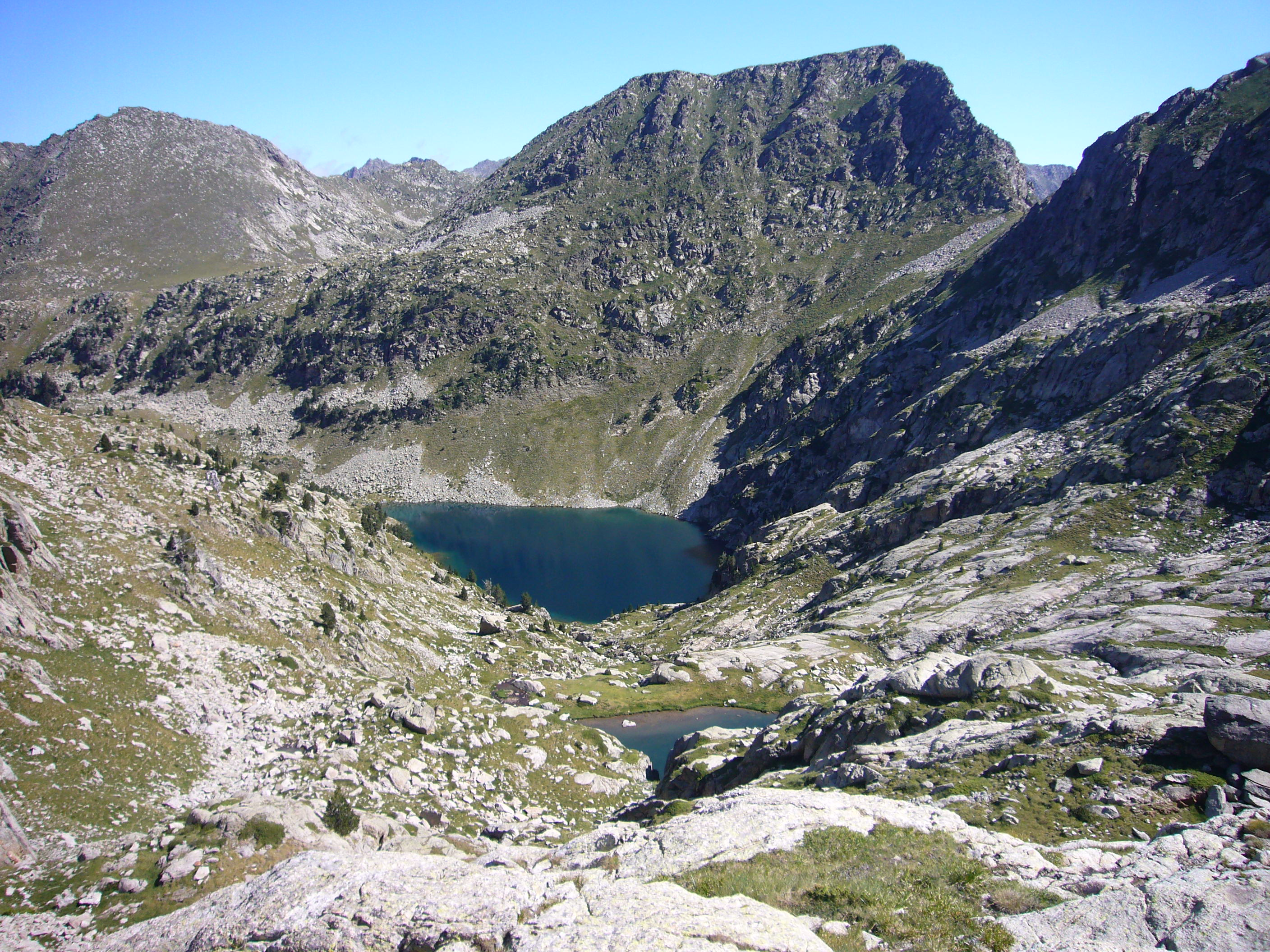
Estany Nere vist des de la Coma dels Pescadors.Imatge amb anotacions)

El llac, d'origen glacial, està situat a 2.296 metres d'altitud, a la part baixa de la Coma dels Pescadors. Té 4,27 hectàrees de superfície i 36 metres de fondària màxima. Rep les aportacions de tota la coma i desaigua al Barranc de Peixerani, cap a l'oest.

## Rutes[3]
A l'estany es pot arribar resseguint el Barranc de Peixerani, que puja des de l'Estany Llong; també des de la Bassa de les Granotes, ja sigui procedent del Barranc de Peixerani o del camí del Portarró d'Espot.